# Mira Bernsztejn
Mira Bernsztejn (ur. w 1908 w Wilnie, zm. we wrześniu 1943 na Majdanku) – żydowska nauczycielka, która przybyła do Wilna w czasie okupacji niemieckiej, by zająć się dziećmi żydowskimi. 

## Życiorys
Studiowała w seminarium nauczycielskim w języku jidysz. W 1939 została mianowana dyrektorem Gimnazjum Realnego w Wilnie. Odtworzyła Gimnazjum Realne na terenie getta. Ze 130 uczniów w październiku 1941 pozostało tylko 40. Z poświęceniem niosła im pomoc i opiekę w najtrudniejszych dniach Holokaustu. Mira była również członkinią Bundu, a w getcie wstąpiła do Zjednoczonej Organizacji Partyzanckiej. Gdy zbliżał się termin likwidacji getta, Bernstein odmówiła ewakuacji kanałami ze względu na stan zdrowia. Z getta w Wilnie została deportowana do obozu koncentracyjnego Majdanek i tam zamordowana.
Jest zestawiana w książce Daniela Kaca pt. Wilno Jerozolimą było. Rzecz o Abrahamie Sutzkeverze z postacią Janusza Korczaka. Jest też bohaterką wiersza Abrahama Suckewera Di lererin Mire (z jid. Nauczycielka Mira).